# 재패니즈 워 브라이드
재패니즈 워 브라이드(Japanese War Bride)는 미국에서 제작된 킹 비더 감독의 1952년 드라마 영화이다. 돈 테일러 등이 주연으로 출연하였다.

## 출연

### 주연
- 돈 테일러
- 셜리 야마구치